# Silvio Spaventa Filippi
Silvio Spaventa Filippi, nato Silvio Luigi Filippi (Avigliano, 31 agosto 1871 – Milano, 21 ottobre 1931), è stato un giornalista, traduttore e romanziere italiano.

## Biografia
Figlio di Giuseppe Filippi, insegnante di lettere, e Beatrice Roberticchio, trascorse l’infanzia ad Avigliano, dove frequentò la scuola elementare. Nel 1880 si trasferì all'Aquila, intraprendendo la carriera giornalistica e letteraria. Nel 1890 aggiunse il cognome Spaventa in onore del filosofo Bertrando Spaventa. In questo periodo iniziò l'attività di giornalista per La campana abruzzese e La bandiera della democrazia abruzzese, testate di orientamento mazziniano, firmando i suoi articoli con vari pseudonimi (Silvius, Il Duca di Lagopesole, Panurge, Sauvarine). Nel 1892 frequentò gli studi giuridici a Napoli e poi lettere a Roma, ma la vocazione giornalistica non gli permise di portare a compimento gli studi.
Nel 1900 si trasferì a Milano, collaborando per Folchettino e Tartarino. Nel 1902 gli fu affidata la direzione del quotidiano La Lombardia. Nel 1904 passò al Corriere della Sera dove diresse Il Romanzo mensile. Nel 1908 Luigi Albertini gli affidò la direzione del Corriere dei Piccoli dalla fondazione alla sua morte, avvenuta nel 1931. Molto attivo nella traduzione di autori inglesi, scrisse anche alcuni romanzi, poesie e saggi letterari. In Tre uomini e una farfalla del 1921 descrisse la vita mondana aquilana che aveva conosciuto da giovanissimo, ed in particolare l'affascinante figura di Paolina Giorgi. La sua casa milanese divenne punto d'incontro per diversi letterati, come Dino Provenzal, Renato Simoni, Giuseppe Antonio Borgese, Fernando Palazzi, Margherita Sarfatti e Ada Negri.
Nel 1905 sposò Antonietta Marra, da cui ebbe tre figli: Leonardo, Lia e Gino. Leonardo, detto "Leo", divenne pittore e Lia fu docente di storia e traduttrice dei romanzi delle sorelle Brontë (Agnes Grey, Jane Eyre e Cime tempestose), H. G. Wells e altri autori inglesi. Suo nipote Paolo Dell'Oro (figlio di Lia) fu fisico, scrittore e funzionario scientifico per la Comunità europea.
Silvio Spaventa Filippi si spense a Milano nel 1931, dopo una lunga malattia.

## Opere principali

### Romanzi
- Intorno a se stesso, romanzo, Vecchioni, L'Aquila, 1896
- Terzetto di signorine, romanzo, Quintieri, Milano, 1896
- Tre uomini e una farfalla, romanzo (dedica a Renato Simoni, agosto 1920), Treves, Milano, 1921
- Il castello dell'allegria, Paravia, Milano, 1934

### Versi
- Bestioline, Società Ed. la voce, Firenze, 1913
- Un viaggio intorno al mondo, Ed. Sperling-Kupfer, Milano, 1914
- Un viaggio alla luna, Ed. Sperling-Kupfer, Milano 1914
- Giumbo, Ed. Sperling-Kupfer, Milano 1914
- L'orsacchiotto, Ed. Sperling-Kupfer, Milano 1914
- Bambole: Orsola, Lisetta, Linda, Ed. Sperling-Kupfer, Milano 1914

### Saggi e studi
- Testa e croce, conferenze, Maddalena/A. Perfilia, L'Aquila, 1899
- L'umorismo e gli umoristi, A. Perfilia, L'Aquila, 1900
- Carlo Dickens, Profili n. 17, A. F. Formiggini, Roma, 1911
- L'umorismo, A. Perfilia, L'Aquila, 1921
- Scene e figure di Dickens, Sonzogno, Milano, 1922
- Vittorio Alfieri, collezione "Itala gente dalle molte vite", Casa Editrice Alpes, Milano, 1923
- Jerome K, Jerome, medaglia, A. F. Formiggini, Roma, 1925
- Il libro dei mille savi: massime, pensieri, aforismi, paradossi di tutti i tempi e di tutti i paesi, in collaborazione con Fernando Palazzi, Hoepli, Milano, 1927
- Stille di rugiada. Pensieri e paradossi sull'amore, sulla donna, sul matrimonio, in collaborazione con F. Palazzi, Hoepli, Milano, 1929

### Traduzioni
- Mark Twain, Scuola di re, La santa, Milano, s.d.
- William Makepeace Thackeray, Il libro degli snobs, Istituto Editoriale Italiano, Milano, 1911.
- Rudyard Kipling, Il libro delle bestie, Bemporad, Firenze, 1911.
- Anatole France, Nel regno dei nani, Istituto Editoriale Italiano, Milano, 1911; rist. 1954.
- John Ruskin, Sesamo e gigli, Istituto Editoriale Italiano, Milano, 1911.
- Tighe Hopkins, Napoleone e le donne, Quintieri, Milano, 1913; Vecchioni, L'Aquila, 1937.
- Xavier de Maistre, Viaggi in casa, Rivieri, Genova, 1913; Formiggini, Roma, 1922.
- Charles Dickens, David Copperfield, Istituto Editoriale Italiano, Milano, 1914; Sonzogno, Milano, 1931.
- Heinrich Hoffmann, Pierino Porcospino, Sperling-Kupfer, Milano, 1914.
- Daniel Defoe, Robinson Crusoe, Istituto Editoriale Italiano, Milano, 1914.
- Charles Dickens, Oliviero Twist,  Battistelli, 1919; La nuova Italia, 1928; Sonzogno, 1933; trad. rivista da Patrizia Schisa, Einaudi, 1977-2021; Fabbri, 1985.
- Ludovic Halévy, I coniugi Cardinal, Istituto editoriale italiano, Milano, 192?.
- Jerome Klapka Jerome, Il diario di un pellegrinaggio, Battistelli, Firenze, 1920; Sonzogno, Milano, 1921.
- Charles Dickens, La bottega dell'antiquario, Battistelli, Firenze, 1921; Sonzogno, Milano, 1931.
- Peter Rosegger, La casa della foresta, Treves, Milano, 1921.
- Lewis Carroll, Alice nel paese delle meraviglie, Istituto Editoriale Italiano, Milano, 1922.
- Jerome Klapka Jerome, La mia vita e i miei tempi, Sonzogno, Milano, 1922.
- Maurice Maeterlinck, L'uccellino azzurro, Paravia, Torino, 1922.
- Jerome Klapka Jerome, Tre uomini a zonzo, Sonzogno, Milano, 1922.
- Charles Dickens, Casa desolata, Sonzogno, Milano, 1923.
- Charles Dickens, Le avventure di Pickwick, Battistelli, Firenze, 1923; Sonzogno, Milano, 1954.
- Charles Dickens, Le due città, Battistelli, Firenze, 1923; Sonzogno, Milano, 1930.
- Charles Dickens, Nicola Nickleby, Battistelli, Firenze, 1923; Sonzogno, Milano, 1956.
- Peter Rosegger, Il discepolo di Mastro Ignazio, Treves, Milano, 1924.
- Peter Rosegger, Le amenissime storie della città di Abelsberga, Sonzogno, Milano, 1924.
- William Shakespeare, Re Lear, Unitas, Milano, 1925.
- Jerome Klapka Jerome, Tre uomini in barca, Sonzogno, Milano, 1925.
- William Shakespeare, Giulio Cesare, Unitas, Milano, 1926.
- Charles Reade, Il chiostro e il focolare, Sonzogno, Milano, 1926.
- Peter Rosegger, Il maestro di scuola, in I diritti della scuola, Roma, 1926.
- Peter Rosegger, Le ultime memorie della foresta, in La Festa, Milano, 1926.
- Peter Rosegger, Primi Ricordi, Le Monnier, Firenze, 1926.
- Aldous Huxley, Punto contro punto, Treves-Treccani-Tuminelli, Milano, 1926.
- Charles Dickens, Le avventure di Martino Chuzzlevit, Treves, Milano, 1927.
- Charles Dickens, Nato con la camicia, Istituto Editoriale Italiano La Santa, Milano, 1927.
- Jerome Klapka Jerome, Appunti di romanzo, Formiggini, Roma, 1928.
- P. G. Wodehouse, Avanti Jeeves!, Monanni, Milano, 1928; Milano, Bietti, 1973.
- P. G. Wodehouse,  L'amore tra i polli, Monanni, Milano, 1928.
- Fedro, Le favole, Istituto Editoriale Italiano, Milano, 1928.
- Beatrice Harraden, Navi che passano nella notte, Sonzogno, Milano, 1932.
- Jean Aicard, Morino dei Mori, Sonzogno, Milano, 1935.

Fu traduttore anche di Emily Brontë, George Eliot e Louisa May Alcott.